# Actia crassicornis
Actia crassicornis är en tvåvingeart som först beskrevs av Johann Wilhelm Meigen 1824.  Actia crassicornis ingår i släktet Actia och familjen parasitflugor. Arten är reproducerande i Sverige. Inga underarter finns listade i Catalogue of Life.